# Ministerstvo zahraničních věcí České republiky
Ministerstvo zahraničních věcí (MZV) je ústředním orgánem státní správy České republiky pro oblast zahraniční politiky, v jejímž rámci vytváří koncepci a koordinuje zahraniční rozvojovou pomoc a vnější ekonomické vztahy.

## Úkoly a pravomoce ministerstva
Ministerstvo zahraničních věcí zabezpečuje vztahy České republiky k ostatním státům, mezinárodním organizacím a integračním seskupením, koordinuje aktivity vyplývající z dvoustranné a mnohostranné spolupráce, s výjimkou věcí náležejících do působnosti Ministerstva spravedlnosti.
Ministerstvo zahraničních věcí dále zejména:
1. koordinuje činnost ministerstev a jiných ústředních orgánů státní správy v oblasti zahraničních vztahů a jim svěřených úsecích státní správy, působí k tomu, aby na těchto úsecích byly dodržovány závazky vyplývající pro Českou republiku z mezinárodních smluv, jakož i z členství České republiky v mezinárodních organizacích,
2. zajišťuje ochranu práv a zájmů České republiky a jejích občanů v zahraničí,
3. řídí zastupitelské úřady v zahraničí,
4. plní úkoly při zabezpečování styků s orgány cizích států v České republice a v zahraničí,
5. plní úkoly při správě majetku České republiky v zahraničí,
6. koordinuje a zabezpečuje přípravu, sjednávání a vnitrostátní projednávání mezinárodních smluv a dohod,
7. zabezpečuje vyhlašování mezinárodních smluv, jimiž je Česká republika vázána,
8. sleduje dodržování a provádění mezinárodních smluv a dohod z hlediska uplatňování zájmů zahraniční politiky České republiky,
9. uděluje souhlas v případech dovozu a vývozu vojenského materiálu,
10. zajišťuje přípravu pracovníků pro výkon zahraničních služeb,
11. organizačně a technicky zabezpečuje volby do Poslanecké sněmovny Parlamentu České republiky v zahraničí a plní úkoly při volbách do Evropského parlamentu.

Ministerstvo zahraničních věcí je zřízeno novelou zákona č. 2/1969 Sb.

## Kontroverze

### Audit obsazování míst na ambasádách
Dne 23. července 2023 přinesl zpravodajský server Seznam Zprávy (SZ) rozhovor s právníkem Janem Čapkem, který vyhrál konkurz na funkci auditora a který s přestávkou pracoval v rezortu 15 let, například jako humanitní a ekonomický diplomat v Libanonu. Podle služebního zákona nastoupil se šestiměsíční zkušební dobou v červenci 2022. Za úkol dostal vypracovat pro MZV „Audit systému výběrových řízení v podmínkách Ministerstva zahraničních věcí se zaměřením na jejich transparentnost, délku efektivnost a přezkoumatelnost“, zaměřující se na činnost personálního odboru MZV, o kterém uvedl, že „má neotřesitelnou moc, všichni se mu dvoří a nikdo s ním nechce mít konflikty.“ Čapek vyjádřil srozumění s citlivostí tématu: „Získat místo na velvyslanectví je snem mnoha zaměstnanců ministerstva, ale i různých lidí z venku. Výjezd „ven“ přináší nepopiratelnou prestiž a funguje i jako kariérní výtah. Post na ambasádě znamená také znatelné finanční přilepšení – díky extra příplatkům za práci v cizině.“ Čapek ve svém auditu zjistil, že MZV obsazuje místa na ambasádách soutěžemi podle zákoníku práce lidmi zvenčí bez vysvětlení nebo s nedostatečným odůvodněním výběrové komise. Například, že uchazeč vycestuje i s manželkou či manželem. Čapek svá zjištění zapracoval do návrhu auditní zprávy a na základě pravidel také projednal s personálním odborem.
Na přelomu října a listopadu 2022 měl vytušit ohrožení své budoucnosti na ministerstvu a jako možnost své obrany zvolil skryté nahrávání rozhovorů s nadřízenými. Na záznamu ze začátku listopadu 2022 měl přímý nadřízený Jana Čapka uvést, že ředitelka personálního odboru Jana Hybášková, bývalá česká a evropská diplomatka, měla závěr auditu projednat s ministrem zahraničních věcí Janem Lipavským (Piráti) i se státním tajemníkem úřadu i uvést: „bude to takovejhle titulek,“ pokud se novináři o netransparentnosti výběrových řízení doví, a navrhnout zprávu zařadit do utajovaného režimu, aby se zamezil přístup ke zprávě novinářům přes informační zákon. Jana Hybášková zpravodajskému serveru SZ vyjádření neposkytla a uvedla, že stanovisko poskytne MZV. Mluvčí úřadu Daniel Drake později reagoval slovy: „Vzhledem k probíhajícímu soudnímu řízení se k otázkám nebudeme vyjadřovat.“
Ukončení služebního poměru bez uvedení důvodu Janu Čapkovi oznámila ředitelka Odboru služebních a pracovněprávních věcí ve čtvrtek 19. ledna 2023. Ten po určité době podal na ministerstvo žalobu i s uvedením důvodů proč ukončení služebního poměru s auditem spojuje. Pořízené záznamy soudní senát přehrál. V červenci 2023 Jan Čapek u soudu prohrál a soudce Vladimír Gabriel Navrátil sdělil verdikt: „Z důkazů nevyplynulo, že by výsledky auditní zprávy byly důvodem ke zrušení poměru. Vše bylo v rovině domněnek.“ Dále uvedl: „Je na tom, kdo tvrdí, že ke zneužití práva došlo, aby prokázal, že to tak bylo. Chápeme, že při zrušení poměru ve zkušební době to je velmi složité.“
SZ uvedl, že přestože zjištění auditu nesouvisí se žalobou, MZV se s odvoláním na probíhající soudní spor vyjadřovat nechce. SZ měly také zjistit, že Čapkův audit byl za pět let druhý – audit výběrových řízení v roce 2018 dokončen nebyl a nebyla vyhotovena konečná auditní zpráva. MZV vysvětlení nepodalo.
Jan Lipavský (Piráti), od 17. prosince 2021 ministr zahraničních věcí ČR, kritizoval například vyslání Adama Vojtěcha (ANO) na diplomatický post: „Rozumím tomu, když velmi seniorní politik odchází dále pracovat ve prospěch státu do diplomatické pozice. Nedomnívám se, že někteří nominanti z politických kruhů toto kritérium nyní splňují. Abych byl zcela konkrétní, nedomnívám se, že by Adam Vojtěch měl být velvyslancem ve Finsku,“ uvedl 8. listopadu 2021 ministr Jan Lipavský pro Deník N.
V roce 2023 se pro HlídacíPes.org i k personální oblasti MZV vyjádřili bývalí čeští diplomaté Dana Huňátová a Pavel Svítil. Uvedli příklad více než sta náborů bez ověření potřebné kvalifikace, kdy často stačila výjimka udělená ministrem zahraničních věcí ČR v Sobotkově vládě Lubomíra Zaorálka (leden 2014 – prosinec 2017), který se svým prvním náměstkem Petrem Drulákem zahraniční politiku ČR revidoval a masivně reorganizoval – zavedli i zemědělské diplomaty, velvyslanci se stali i policisté a vojáci ve výslužbě a posílila se diplomacie ekonomická oproti politické. Huňátová a Svítil poukázali na chybějící kvalitní zákon o zahraniční službě – na praxi snadného obcházení pravidel a převládání zájmů politických stran nad odborností kandidátů, díky výjimkám, které dovoluje nový zákon o státní službě – jeho změna, která personálním oddělením přijímání politických nominantů (zavedené postsovětské politikaření/zvyky) zjednodušuje a kdy je post velvyslance či náměstka pro absolventa diplomatické akademie MZV – profesionálního (kariérního) diplomata, v porovnání s nominantem spojeným s politickou stranou ODS, ČSSD, KDU-ČSL nebo STAN, nedosažitelný.

### Vydávání diplomatických pasů
Ministryně obrany Jana Černochová (ODS) v nedělním diskusním pořadu Partie stanice CNN Prima News 9. února 2025 uvedla, že „není možné, aby se na vrátnici ministerstva zahraničí rozdávaly diplomatické pasy na základě podpisu neoprávněné osoby“, brig. gen. Miroslava Hofírka“ (Deník N v listopadu 2024, kdy o odvolání Hofírka Černochová v jiných souvislostech, pro výhrady k fungování ředitele speciálních sil, jednala, citoval prezidenta Petra Pavla: „Seznámil jsem se jako vrchní velitel ozbrojených sil s fakty k případu a neshledal důvod pro takový krok. I proto mají generál Miroslav Hofírek a náčelník generálního štábu Karel Řehka mou důvěru.“), i že „nechce žít v anarchii“ a nechce dopadnout jako Vlasta Parkanová, že ji „pak bude někdo deset let tahat po soudech a říkat, že něco věděla a nekonala“ a uvedla, že potrestat pana Hofírka zakázal prezident republiky Petr Pavel: „nemá být řešen“ (publicista Ondřej Neff poukázal na „neuvěřitelné tažení ministryně Černochové proti národní iniciativě zaměřené na nákup a výrobu dronů pro Ukrajinu“ (veřejná sbírka Drony Nemesis spolupořadatele a držitele jednoho ze souvisejících diplomatických pasů Jana Veverky) i na souboj Černochové s Markétou Pekarovou Adamovou o „volební lídrovství SPOLU v Praze“ ve volbách do Poslanecké sněmovny Parlamentu České republiky na přelomu září a října 2025 a uvedl, že „aféra s drony je výsměch občanské aktivitě v podpoře Ukrajiny“). Podřízení ředitele speciálních sil Miroslava Hofírka museli diplomatické pasy vrátit.